# People Are People (album)
People Are People – czwarty album zespołu Depeche Mode, a pierwszy kompilacyjny (tylko USA) wydany 12 marca 1984.

## Opis albumu
People Are People jest czwartym albumem grupy Depeche Mode, wydanym w 1984 roku – tylko w USA. Znalazły się na nim kompozycje stworzone przez Martina Lee Gore’a oraz Alana Wildera. Muzycy w dość specyficzny sposób nagrywali dźwięki do tej płyty. Są tu różne odgłosy, takie jak: tłuczenie szyby samochodu, tarka, odgłosy lokomotywy itp. – wszystko „przepuszczone” przez syntezatory i samplery obsługiwane przez Alana Wildera oraz Andy’ego Fletchera. Całości dopełniają teksty Martina Lee Gore’a, które odnoszą się do ówczesnej sytuacji politycznej. Wykonywane są przez Dave’a Gahana. Album powstał w gatunku synth pop. Uwagę zwracają na nim utwory People Are People oraz Everything Counts.

## Lista utworów
| Nr | Tytuł utworu                            | Długość |
| -- | --------------------------------------- | ------- |
| 1. | „People Are People”                     | 3:45    |
| 2. | „Now This Is Fun”                       | 3:23    |
| 3. | „Love, in Itself”                       | 4:21    |
| 4. | „Work Hard”                             | 4:22    |
| 5. | „Told You So”                           | 4:27    |
| 6. | „Get the Balance Right!”                | 3:13    |
| 7. | „Leave in Silence”                      | 4:00    |
| 8. | „Pipeline”                              | 6:10    |
| 9. | „Everything Counts” (In Larger Amounts) | 7:31    |
|    |                                         | 41:12   |

- Wszystkie utwory napisał Martin Gore. Utwór „Work Hard” jest dziełem wspólnym Martina Gore'a i Alana Wildera.

## Twórcy albumu
- Fletcher Andy
- Gahan Dave
- Gore Martin Lee
- Wilder Alan

- Produkcja: Daniel Miller i Depeche Mode
- Nagrywano w Shoreditch i Blackfriars (Londyn)
- Dystrybucja: Warners Bros.
- Etykieta: Sire Records